# Томас Долль
Томас Долль (нім. Thomas Doll; нар. 9 квітня 1966, Мальхін, Нойбранденбург, НДР) — німецький футболіст і тренер. Виступав на позиції півзахисника та нападника.

### Клубна кар'єра
Кар'єру гравця Томас Долль розпочав у своєму рідному місті Мальхіні у юнацькій команді «Локомотив». Незабаром він був помічений фахівцями з клубу «Ганза» і перейшов до молодіжної команди Ростока. А 1983 року став грати за основну команду. Після того, як «Ганза» у 1986 році вилетіла з Оберліги, він перейшов у берлінське «Динамо». Після об'єднання Німеччини Долль переходить у «Гамбург». Після дуже вдалого сезону 1990/91 грою Долля зацікавилися зарубіжні клуби і він був проданий в Лаціо за рекордну тоді суму в 15 мільйонів марок, що допомогло Гамбургу погасити більшу частину боргів клубу. Після двох з половиною сезонів в Італії Долль повернувся до Бундесліги до «Айнтрахту» з Франкфурта. Але через численні травми за два сезони зміг зіграти лише 28 ігор. Наступні два сезони Долль провів в оренді в італійському «Барі», після чого повернувся до «Гамбурга», де в 2001 році за станом здоров'я закінчив активну кар'єру гравця. В останньому сезоні через травми Долль не зміг зіграти жодного матчу від початку до кінця.

### Виступи за збірні
За збірну НДР між 1986 та 1990 роками Долль провів 29 ігор (7 голів). Дебют відбувся 26 березня 1986 року у матчі проти збірної Греції (0:2), перший гол забив 3 червня 1987 року збірної Ісландії (6:0). Крім цього, Долль у 1986—1988 роках зіграв 14 матчів (2 голи) за олімпійську збірну НДР.
За збірну Німеччини у 1991—1993 роках Долль зіграв 18 ігор та забив єдиний гол 16 жовтня 1991 року у відбірному матчі чемпіонату Європи проти збірної Уельсу. У 1992 році брав участь у чемпіонаті Європи у Швеції та став віце-чемпіоном Європи.

## Кар'єра тренера

### «Гамбург»
У 2002 році Долль стає тренером аматорської команди «Гамбурга», а в жовтні 2004, після відставки Клауса Топмеллера, приймає керівництво першою командою. Після слабкого старту в сезоні (останнє місце у Бундеслізі) Доллю вдалося якісно покращити гру команди, особливо у гостьових іграх.
У сезоні 2005/06 Долль досяг цілої низки успіхів. «Гамбург» став переможцем Кубка Інтертото, обігравши у фіналі «Валенсію». Це дозволило клубу взяти участь у розіграші Кубка УЄФА, а за підсумками сезону посісти третє місце. Крім того, «Гамбург» зміг вперше майже за 25 років двічі за сезон обіграти «Баварію». У літню паузу кілька важливих гравців залишило «Гамбург», і незважаючи на те, що клуб кваліфікувався для участі в Лізі чемпіонів УЄФА, поступово у грі команди у сезоні 2006/07 настав спад. 1 лютого 2007 року після того, як команда набрала всього 15 очок у 19 іграх, Долль був звільнений з посади.

### «Борусія» (Дортмунд)

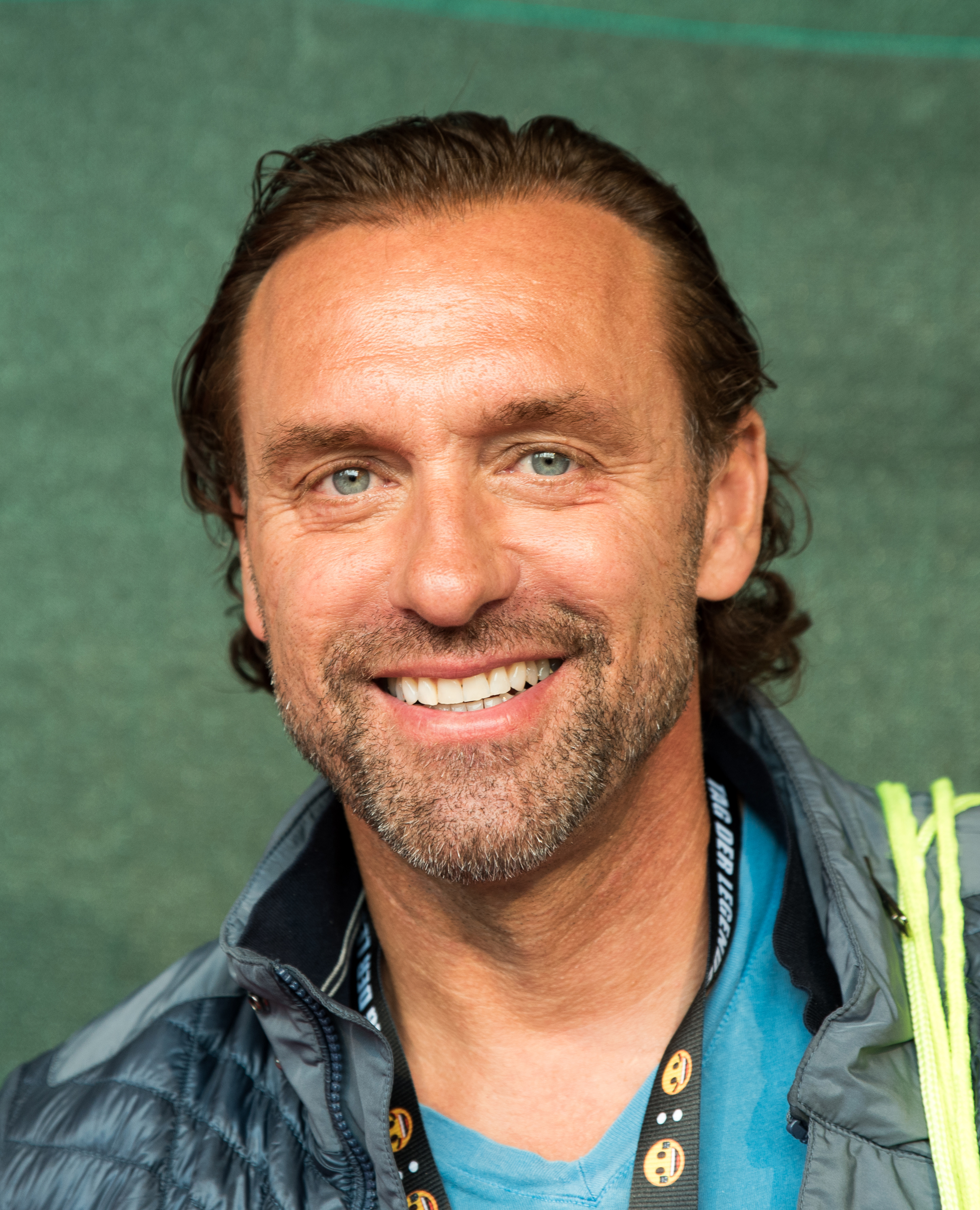
Томас Долль у 2016 році

13 березня 2007 року Долль зайняв місце тренера «Борусії», змінивши Юргена Ребера, який подав у відставку. У «Борусії» йому було поставлено завдання врятувати клуб від вильоту з Бундесліги. Долль виконав це завдання у 32-му турі здобувши перемогу у гостьовому матчі з «Вольфсбургом».
Перша половина сезону 2007/08 пройшла для «Борусії» відносно невдало. Команда завершила його на десятому місці, проте в січні 2008 року було оголошено про продовження контракту з Доллем на наступні два роки.
Після закінчення сезону, який «Борусія» закінчила на 13 місці, і після програного півфіналу Кубка Німеччини, Долль подає у відставку, яка приймається керівництвом клубу .

### «Генчлербірліги»
У червні 2009 року Долль прийняв запрошення турецького «Генчлербірліги» та підписав дворічний контракт за системою 1+1

### «Аль-Хіляль»
20 липня 2011 року чемпіон Саудівської Аравії клуб «Аль-Хіляль» приймає Долля на посаду головного тренера, але 20 січня 2012 року звільняє.

### «Ференцварош»
18 грудня 2013 року Долль стає головним тренером угорського «Ференцвароша».

### «Ганновер 96»
27 січня 2019 року призначений тренером «Ганновера 96» після відставки Андре Брайтенрайтера.

## Титули і досягнення

### Як гравець
- Віце-чемпіон Європи: 1992

Динамо (Берлін)
- Оберліга НДР: 1986-87, 1987-88
- Кубок НДР: 1987-88, 1988-89
- Суперкубок НДР: 1989

### Як тренер
Гамбург
- Кубок Інтертото: 2005

Боруссія (Дортмунд)
- Фіналіст Кубка Німеччини: 2007-08

Ференцварош
- Чемпіон Угорщини: 2015-16
- Володар Кубка Угорщини: 2014-15, 2015-16, 2016-17
- Володар Кубка Угорської ліги: 2014-15
- Володар Суперкубка Угорщини з футболу: 2015

## Особисте життя
Томас Долль одружений другим шлюбом. Від кожного шлюбу він має одну дочку.

## Почесні звання
У 2005 році був названий «Людиною року» німецького футболу за версією журналу «Кіккер». Того ж року було обрано «Гамбуржцем 2005».